# Cantone di Beine-Nauroy
Il Cantone di Beine-Nauroy era una divisione amministrativa dell'arrondissement di Reims.
È stato soppresso a seguito della riforma complessiva dei cantoni del 2014, che è entrata in vigore con le elezioni dipartimentali del 2015.
Comprendeva i comuni di:
- Aubérive
- Beine-Nauroy
- Berru
- Bétheniville
- Cernay-lès-Reims
- Dontrien
- Époye
- Nogent-l'Abbesse
- Pontfaverger-Moronvilliers
- Prosnes
- Prunay
- Saint-Hilaire-le-Petit
- Saint-Martin-l'Heureux
- Saint-Masmes
- Saint-Souplet-sur-Py
- Selles
- Vaudesincourt